# Vénus (Q187)
Pour les autres navires du même nom, voir Vénus (navire).
La Vénus est un sous-marin de la classe Minerve de 630 tonnes (coque Q187) lancé en 1935.
Lors du sabordage de la Flotte française à Toulon le 27 novembre 1942, il fait partie des cinq sous-marins à avoir quitté la rade. Il appareille avec sept membres d’équipage et se saborde en eau profonde, à la sortie de la passe. Il permet en sortant le premier et en ayant ouvert une brèche dans la panne de protection du port, de faire sortir les autres sous-marins Casabianca, Marsouin, Iris et Le Glorieux.

## Citations
- Décoré de la Médaille de la Résistance le 29 novembre 1946

## Sources
- Philippe Masson, La marine française et la guerre : 1939-1945, Paris, Tallandier, coll. « Approches », 1991, 539 p. (ISBN 978-2-235-02041-1 et 2-235-02041-0, OCLC 26095503)